# Подгорје (Вировитица)
Подгорје је насељено место у саставу града Вировитице у Вировитичко-подравској жупанији, Република Хрватска.

## Историја
До територијалне реорганизације у Хрватској налазило се у саставу старе општине Вировитица.

## Становништво
На попису становништва 2011. године, Подгорје је имало 833 становника.

## Попис 1991.
На попису становништва 1991. године, насељено место Подгорје је имало 779 становника, следећег националног састава:
| Попис 1991.‍  | Попис 1991.‍  | Попис 1991.‍ | Попис 1991.‍ | Попис 1991.‍ |
| ------------ | ------------ | ----------- | ----------- | ----------- |
|              |              |             |             |             |
| Хрвати       | Хрвати       |             | 736         | 94,48%      |
| Срби         | Срби         |             | 8           | 1,02%       |
| Југословени  | Југословени  |             | 7           | 0,89%       |
| Муслимани    | Муслимани    |             | 6           | 0,77%       |
| Мађари       | Мађари       |             | 4           | 0,51%       |
| Македонци    | Македонци    |             | 1           | 0,12%       |
| Словенци     | Словенци     |             | 1           | 0,12%       |
| Чеси         | Чеси         |             | 1           | 0,12%       |
| неопредељени | неопредељени |             | 11          | 1,41%       |
| непознато    | непознато    |             | 4           | 0,51%       |
| укупно: 779  |              |             |             |             |